# Alon Greenfeld
Alon Greenfeld (ur. 17 kwietnia 1964 w Nowym Jorku) – izraelski szachista, arcymistrz od 1989 roku.

## Kariera szachowa
Pierwszy znaczący sukces międzynarodowy odniósł na przełomie 1981 i 1982 roku w Groningen, gdzie zdobył srebrny medal (za Curtem Hansenem) w mistrzostwach Europy juniorów do lat 20. Wkrótce awansował do ścisłej czołówki izraelskich szachistów, w roku 1984 zdobywając tytuł indywidualnego mistrza swojego kraju. Pomiędzy 1982 a 1994 rokiem pięciokrotnie wystąpił na szachowych olimpiadach (w tym raz na I szachownicy), rozgrywając 53 partie i zdobywając 32 pkt. W 1992 roku ponownie zdobył medal mistrzostw Izraela, dzieląc I-III m. (wraz z Ilią Smirinem i Ronenem Lwem).
Do innych turniejowych sukcesów Alona Greenfelda należą m.in. dz. I m. w Biel (1985, wraz z Ianem Rogersem), dz. II m. w Polanicy-Zdroju (1987, memoriał Akiby Rubinsteina, za Uwe Bönschem, wraz z Siergiejem Dołmatowem), I m. w Beer Szewie (1988, przed Jozsefem Pinterem i Wiktorem Korcznojem), dz. II m. w Tel Awiwie (1988, za Jörgiem Hicklem, wraz z Julianem Hodgsonem), II m. w Ljubljanie (1989, memoriał Milana Vidmara, za Predragiem Nikoliciem, przed Jewgienijem Bariejewem), dz. I m. w Riszon Le Syjon (1992, wraz z Yehudę Gruenfeldem), I m. w Pardubicach (1993, przed Borysem Altermanem i Aleksiejem Wyżmanawinem), I m. w Beer Szewie (1993, przed Aleksandrem Czerninem, Lwem Psachisem i Borisem Gulko) oraz dz. I m. w tym mieście (1996, wraz z Borysem Awruchem i Wiktorem Michalewskim). W 2003 roku podzielił I m. (wraz z Aleksandrem Szabałowem, Robertem Hübnerem i B.Gulko) w Willemstad, w 2004 podzielił II m. (wraz z Andreasem Schenkiem, za Davidem Baramidze) w Lippstadt, w 2005 zwyciężył (wraz z Markiem Cejtlinem) w Giv'atayim, natomiast w 2006 podzielił I m. (wraz z Elizbarem Ubiławą, Atanasem Kolewem i Ibragimem Chamrakułowem) w Cáceres oraz zajął II m. (za Friso Nijboerem) w Dieren. W 2008 r. podzielił II m. w Neustadt an der Weinstrasse (za Tomaszem Markowskim, wspólnie z Olegiem Korniejewem, Jewgienijem Postnym, Robertem Kempińskim i Leonidem Miłowem) oraz zwyciężył (wspólnie z Aleksandrem Baburinem) w Dublinie.
Uwaga: Lista sukcesów niekompletna (do uzupełnienia od 2009 roku).
Najwyższy ranking w karierze osiągnął 1 stycznia 1994 r., z wynikiem 2610 punktów dzielił wówczas 37-44. miejsce na światowej liście FIDE, jednocześnie zajmując 3. miejsce (za Leonidem Judasinem i Ilią Smirinem) wśród izraelskich szachistów.